# Kratt

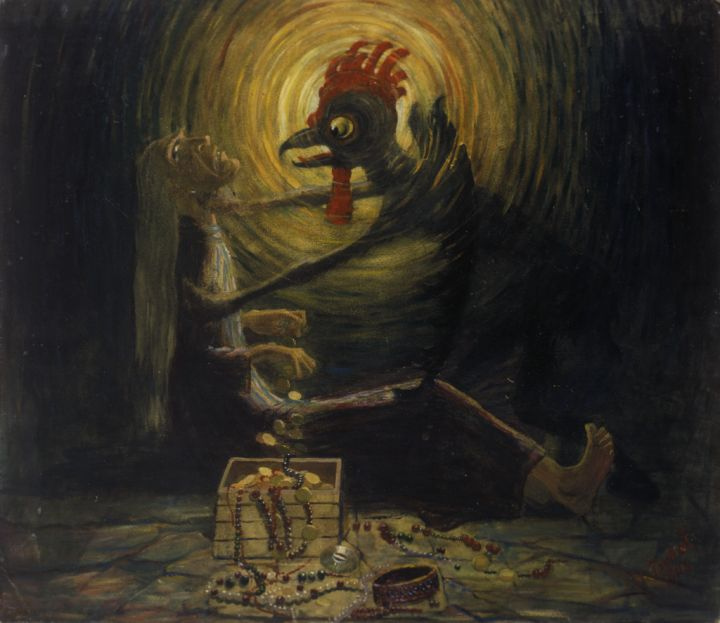
Kratt - obraz Aleksandra Prometa (1906)

Kratt (także pisuhänd, puuk, tulihänd, vedaja) – fantastyczne stworzenie z mitologii estońskiej.
Jest opisywany jako postać tworzona przez rolnika z siana i innych sprzętów, dostępnych w gospodarstwie. Aby go ożywić, należy przywołać diabła i użyć trzech kropel krwi.
Kratt będzie w stanie wykonać wszystkie zadania, jakie mu zostaną powierzone. Jeżeli nie będzie miał zajęcia, może zaatakować swojego stwórcę. Aby odwołać kratta, należy dać mu niemożliwe zadanie, np. kazać zrobić drabinę z chleba lub linę z piasku.

## W kulturze popularnej

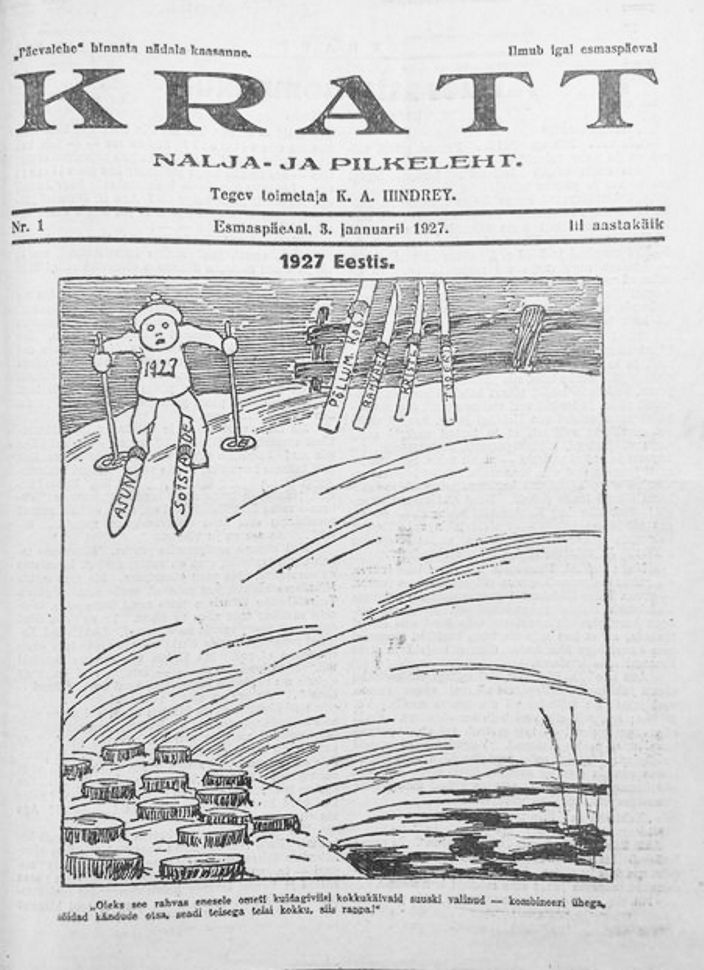
Strona tytułowa czasopisma "Kratt" ze stycznia 1927 r.

W latach 1925-1940 w Estonii ukazywało się czasopismo satyryczne pt. Kratt.Pierwszy estoński balet, skomponowany przez Eduarda Tubina i którego premiera miała miejsce w 1943, nosi tytuł Kratt.
Stworzenia określane jako kratty pojawiają w powieści Listopadowe porzeczki (est. Rehepapp ehk November) Andrusa Kivirähka z 2000 r. i jej adaptacji, horrorze Listopad z 2017 r.

## Jako metafora AI
Estońskie władze posługują się postacią kratta jako metaforą AI - bytu mogącego przynieść ludziom korzyści, ale stanowiącego także potencjalne zagrożenie.